# Trabzonspor Kulübü 2021-2022
Questa pagina raccoglie i dati riguardanti il Trabzonspor Kulübü nelle competizioni ufficiali della stagione 2021-2022.

## Stagione
La stagione 2021-2022 è stata la 54ª dalla sua esistenza, in cui ha sempre giocato nel massimo campionato turco. Il 30 aprile 2022, per la prima volta dopo 38 anni dall'ultimo successo, il Trabzonspor vince il campionato, con la certezza matematica che arriva dopo il pareggio 2-2 contro l' Antalyaspor. Oltre al campionato, il Trabzonspor ha partecipato alla coppa di Turchia e alla prima edizione della nuova competizione UEFA , la UEFA Europa Conference League, seppur non riuscendo ad accedere alla fase a gironi dopo essere stata eliminata dalla Roma agli spareggi.

## Maglie e divise
| Casa | Trasferta | Terza divisa |

## Rosa
In corsivo i calciatori ceduti durante la stagione
| N. |                                 | Ruolo | Calciatore               |
| -- | ------------------------------- | ----- | ------------------------ |
| 1  | Turchia (bandiera)              | P     | Uğurcan Çakır (capitano) |
| 4  | Turchia (bandiera)              | D     | Hüseyin Türkmen          |
| 5  | Turchia (bandiera)              | D     | Berat Özdemir            |
| 6  | Grecia (bandiera)               | C     | Manolis Siopis           |
| 7  | Turchia (bandiera)              | A     | Yusuf Sari               |
| 8  | Turchia (bandiera)              | C     | Dorukhan Toköz           |
| 9  | Nigeria (bandiera)              | A     | Anthony Nwakaeme         |
| 10 | Turchia (bandiera)              | C     | Abdülkadir Ömür          |
| 11 | Grecia (bandiera)               | A     | Anastasios Bakasetas     |
| 13 | Brasile (bandiera)              | D     | Vitor Hugo               |
| 14 | Danimarca (bandiera)            | A     | Andreas Cornelius        |
| 15 | Norvegia (bandiera)             | C     | Anders Trondsen          |
| 16 | Turchia (bandiera)              | P     | Erce Kardeşler           |
| 17 | Slovacchia (bandiera)           | C     | Marek Hamšík             |
| 18 | Bosnia ed Erzegovina (bandiera) | C     | Edin Višća               |
| 19 | Guinea (bandiera)               | A     | Bengali-Fodé Koita       |
| 20 | Turchia (bandiera)              | C     | Yusuf Erdoğan            |
| 21 | Capo Verde (bandiera)           | A     | Djaniny                  |
| 22 | Turchia (bandiera)              | D     | Taha Altıkardeş          |

| N. |                           | Ruolo | Calciatore          |
| -- | ------------------------- | ----- | ------------------- |
| 23 | Turchia (bandiera)        | D     | İsmail Köybaşı      |
| 24 | Paesi Bassi (bandiera)    | D     | Stefano Denswil     |
| 27 | Costa d'Avorio (bandiera) | A     | Gervinho            |
| 28 | Turchia (bandiera)        | A     | Salih Kavrazlı      |
| 29 | Turchia (bandiera)        | C     | Yunus Mallı         |
| 32 | Guinea-Bissau (bandiera)  | D     | Edgar Ié            |
| 33 | Brasile (bandiera)        | D     | Bruno Peres         |
| 37 | Germania (bandiera)       | A     | Emrehan Gedikli     |
| 41 | Azerbaigian (bandiera)    | C     | Murat Akpınar       |
| 54 | Turchia (bandiera)        | P     | Muhammet Taha Tepe  |
| 59 | Turchia (bandiera)        | P     | Arda Akbulut        |
| 61 | Turchia (bandiera)        | C     | Abdulkadir Parmak   |
| 67 | Turchia (bandiera)        | C     | Kerem Şen           |
| 70 | Turchia (bandiera)        | D     | Ahmetcan Kaplan     |
| 72 | Polonia (bandiera)        | D     | Tymoteusz Puchacz   |
| 77 | Costa d'Avorio (bandiera) | A     | Jean Evrard Kouassi |
| 90 | Turchia (bandiera)        | A     | Batuhan Kör         |
| 94 | Turchia (bandiera)        | A     | Enis Destan         |
| 99 | Turchia (bandiera)        | D     | Serkan Asan         |

## Calciomercato

### Sessione estiva
| Acquisti         | Acquisti           | Acquisti         | Acquisti                    |
| R.               | Nome               | da               | Modalità                    |
| ---------------- | ------------------ | ---------------- | --------------------------- |
| A                | Andreas Cornelius  | Parma            | definitivo (5,12 milioni €) |
| D                | Manolis Siopis     | Alanyaspor       | definitivo (1 milione €)    |
| D                | Dorukhan Toköz     | Beşiktaş         | gratuito                    |
| C                | Marek Hamšík       | IFK Göteborg     | gratuito                    |
| D                | Bruno Peres        | Roma             | gratuito                    |
| A                | Gervinho           | Parma            | gratuito                    |
| A                | Bengali-Fodé Koita | Kasımpaşa        | gratuito                    |
| D                | İsmail Köybaşı     | Çaykur Rizespor  | gratuito                    |
| D                | Stefano Denswil    | Bologna          | prestito                    |
| Altre operazioni |                    |                  |                             |
| R.               | Nome               | da               | Modalità                    |
| A                | Fousseni Diabaté   | Göztepe          | fine prestito               |
| D                | Gastón Campi       | Fatih Karagümrük | fine prestito               |
| D                | Abdurrahim Dursun  | Bandırmaspor     | fine prestito               |
| C                | Murat Cem Akpınar  | Kocaelispor      | fine prestito               |

| Cessioni         | Cessioni          | Cessioni    | Cessioni                   |
| R.               | Nome              | da          | Modalità                   |
| ---------------- | ----------------- | ----------- | -------------------------- |
| A                | Caleb Ekuban      | Genoa       | definitivo (1,9 milioni €) |
| D                | Majid Hosseini    | Kayserispor | gratuito                   |
| D                | Gastón Campi      | Arouca      | gratuito                   |
| D                | Kamil Çörekçi     | Hatayspor   | gratuito                   |
| C                | Ahmet Canbaz      | Erzurumspor | gratuito                   |
| C                | Flávio            | Giresunspor | prestito                   |
| D                | Abdurrahim Dursun | Boluspor    | prestito                   |
| Altre operazioni |                   |             |                            |
| R.               | Nome              | da          | Modalità                   |
| A                | Benik Afobe       | Stoke City  | fine prestito              |
| C                | Lewis Baker       | Chelsea     | fine prestito              |
| D                | Marlon Xavier     | Fluminense  | fine prestito              |

### Sessione invernale
| Acquisti         | Acquisti            | Acquisti            | Acquisti                    |
| R.               | Nome                | da                  | Modalità                    |
| ---------------- | ------------------- | ------------------- | --------------------------- |
| A                | Edin Višća          | İstanbul Başakşehir | definitivo (4,3 milioni €)  |
| D                | Taha Altıkardeş     | Bursaspor           | definitivo (1,19 milioni €) |
| A                | Emrehan Gedikli     | Bayer Leverkusen    | definitivo (800 mila €)     |
| A                | Enis Destan         | Altınordu           | definitivo (600 mila €)     |
| A                | Yusuf Erdoğan       | Kasımpaşa           | definitivo (500 mila €)     |
| A                | Batuhan Kör         | Bursaspor           | definitivo (459 mila €)     |
| C                | Kerem Şen           | Bursaspor           | definitivo (459 mila €)     |
| D                | Tymoteusz Puchacz   | Union Berlino       | prestito (200 mila €)       |
| A                | Jean Evrard Kouassi | Wuhan               | gratuito                    |
| Altre operazioni |                     |                     |                             |
| R.               | Nome                | da                  | Modalità                    |
| A                | Anil Basaran        | Tuzlaspor           | fine prestito               |
| D                | Atakan Gündüz       | İstanbulspor        | fine prestito               |

| Cessioni         | Cessioni          | Cessioni        | Cessioni   |
| R.               | Nome              | da              | Modalità   |
| ---------------- | ----------------- | --------------- | ---------- |
| A                | Yusuf Sari        | Çaykur Rizespor | gratuito   |
| C                | Abdulkadir Parmak | Kayserispor     | prestito   |
| A                | Anil Basaran      | 1461 Trabzon    | prestito   |
| D                | Atakan Gündüz     | 1461 Trabzon    | prestito   |
| D                | Edgar Ié          |                 | svincolato |
| Altre operazioni |                   |                 |            |
| R.               | Nome              | da              | Modalità   |

## Risultati

### Süper Lig

#### Girone di andata
| Arbitro: | Karaoğlan |

|           |           |                                                                      |
| Büyük 32’ | Marcatori | 3’ Bakasetas 11’ Nwakaeme 29’ Gervinho 42’ Hamšík 66’ (rig.) Djaniny |

| Arbitro: | Bitigen |

|                                   |           |           |
| Bakasetas 15’ (rig.) Nwakaeme 47’ | Marcatori | 70’ Cofie |

| Arbitro: | Ali Şansalan |

|  |           |             |
|  | Marcatori | 7’ Nwakaeme |

| Arbitro: | Ali Palabıyık |

|                            |           |                 |
| Cornelius 41’ Nwakaeme 62’ | Marcatori | 20’, 33’ Kılınç |

| Arbitro: | Kalkavan |

|  |           |               |
|  | Marcatori | 53’ Bakasetas |

| Arbitro: | Halil Umut Meler |

|                 |           |                                        |
| Çekiçi 20’, 46’ | Marcatori | 1’ Cornelius 76’ (aut.) Hadžiahmetović |

| Trebisonda 27 settembre 2021, ore 20:00 7ª giornata          | Trabzonspor | 1 – 1 referto | Alanyaspor | Stadio Şenol Güneş |
| \| \| \| \| \| Cornelius 42’ \| Marcatori \| 36’ Diédhiou \| |             |               |            |                    |
|                                                              |             |               |            |                    |
| Cornelius 42’                                                | Marcatori   | 36’ Diédhiou  |            |                    |

| Arbitro: | Tugay Kaan Numanoğlu |

|            |           |                           |
| Başsan 41’ | Marcatori | 12’, 60’ (rig.) Bakasetas |

| Trebisonda 17 ottobre 2021, ore 19:00 9ª giornata                                | Trabzonspor | 3 – 1 referto | Fenerbahçe | Stadio Şenol Güneş |
| \| \| \| \| \| Bakasetas 25’, 87’ (rig.) Sarı 90’ \| Marcatori \| 3’ D. Rossi \| |             |               |            |                    |
|                                                                                  |             |               |            |                    |
| Bakasetas 25’, 87’ (rig.) Sarı 90’                                               | Marcatori   | 3’ D. Rossi   |            |                    |

| Arbitro: | Karaoğlan |

|  |           |              |
|  | Marcatori | 56’ Gervinho |

| Arbitro: | Halil Umut Meler |

|                                 |           |                    |
| Djaniny 43’ (rig.) Nwakaeme 73’ | Marcatori | 22’ (rig.) Đoković |

| Arbitro: | Özdamar |

|           |           |                            |
| Larin 62’ | Marcatori | 45+4’ Ömür 90+6’ Cornelius |

| Arbitro: | Arslanboğa |

|                                    |           |  |
| Ömür 19’ Djaniny 42’ Cornelius 45’ | Marcatori |  |

| İstanbul 28 novembre 2021, ore 16:00 14ª giornata             | Fatih Karagümrük | 0 – 2 referto               | Trabzonspor | Stadio Olimpico Atatürk |
| \| \| \| \| \| \| Marcatori \| 17’ (rig.) Djaniny 62’ Ömür \| |                  |                             |             |                         |
|                                                               |                  |                             |             |                         |
|                                                               | Marcatori        | 17’ (rig.) Djaniny 62’ Ömür |             |                         |

| Arbitro: | Fırat Aydınus |

|                         |           |  |
| Nwakaeme 26’ Hamšík 54’ | Marcatori |  |

| Arbitro: | Küçük |

|                                   |           |               |
| Fredy 34’ (rig.) Toköz 73’ (aut.) | Marcatori | 24’ Cornelius |

| Arbitro: | Uğurlu |

|                           |           |  |
| Djaniny 24’ Cornelius 38’ | Marcatori |  |

| Arbitro: | Ali Şansalan |

|             |           |                    |
| Karayel 33’ | Marcatori | 51’, 88’ Cornelius |

| Trebisonda 25 dicembre 2021, ore 19:00 19ª giornata | Trabzonspor      | 0 – 0 referto | İstanbul Başakşehir | Stadio Şenol Güneş\| Arbitro: \| Halil Umut Meler \| |
| Arbitro:                                            | Halil Umut Meler |               |                     |                                                      |

#### Girone di ritorno
| Arbitro: | Fırat Aydınus |

|               |           |  |
| Cornelius 23’ | Marcatori |  |

| Arbitro: | Kalkavan |

|              |           |          |
| L. James 20’ | Marcatori | 24’ Ömür |

| Arbitro: | Alper Ulusoy |

|               |           |           |
| Cornelius 78’ | Marcatori | 68’ Nayir |

| İstanbul 23 gennaio 2022, ore 19:00 23ª giornata                              | Galatasaray | 1 – 2 referto           | Trabzonspor | Stadio Türk Telekom |
| \| \| \| \| \| Cicâldău 31’ (rig.) \| Marcatori \| 84’ Bakasetas 90’ Višća \| |             |                         |             |                     |
|                                                                               |             |                         |             |                     |
| Cicâldău 31’ (rig.)                                                           | Marcatori   | 84’ Bakasetas 90’ Višća |             |                     |

| Arbitro: | Küçük |

|          |           |  |
| Višća 6’ | Marcatori |  |

| Arbitro: | Kalkavan |

|                |           |                |
| Višća 13’, 67’ | Marcatori | 83’ Cikalleshi |

| Alanya 20 febbraio 2022, ore 16:00 26ª giornata                            | Alanyaspor | 0 – 4 referto                            | Trabzonspor | Stadio Bahçeşehir Okulları |
| \| \| \| \| \| \| Marcatori \| 5’, 26’ Nwakaeme 36’ Cornelius 39’ Toköz \| |            |                                          |             |                            |
|                                                                            |            |                                          |             |                            |
|                                                                            | Marcatori  | 5’, 26’ Nwakaeme 36’ Cornelius 39’ Toköz |             |                            |

| Arbitro: | Özdamar |

|                                             |           |                            |
| Višća 49’ Djaniny 59’ Nwakaeme 90+8’ (rig.) | Marcatori | 24’ Gavranović 45+1’ Thiam |

| Arbitro: | Küçük |

|          |           |              |
| Zajc 71’ | Marcatori | 22’ Nwakaeme |

| Arbitro: | Ali Şansalan |

|                                        |           |                         |
| Nwakaeme 34’ Ömür 37’, 53’ Djaniny 49’ | Marcatori | 31’ Akbunar 43’ Aydoğdu |

| Rize 18 marzo 2022, ore 20:15 30ª giornata                                                             | Çaykur Rizespor | 3 – 2 referto        | Trabzonspor | Stadio Çaykur Didi |
| \| \| \| \| \| Pohjanpalo 59’ (rig.), 64’ (rig.), 90+5’ (rig.) \| Marcatori \| 48’ Ömür 70’ Djaniny \| |                 |                      |             |                    |
| |                 |                      |             |                    |
| Pohjanpalo 59’ (rig.), 64’ (rig.), 90+5’ (rig.)                                                        | Marcatori       | 48’ Ömür 70’ Djaniny |             |                    |

| Arbitro: | Küçük |

|               |           |            |
| Cornelius 56’ | Marcatori | 71’ Rosier |

| Gaziantep 9 aprile 2022, ore 20:30 32ª giornata | Gaziantep | 0 – 0 referto | Trabzonspor | Gaziantep Stadium\| Arbitro: \| Özdamar \| |
| Arbitro:                                        | Özdamar   |               |             |                                            |

| Arbitro: | Halil Umut Meler |

|                |           |              |
| Vitor Hugo 58’ | Marcatori | 45+4’ Biglia |

| Arbitro: | Uğurlu |

|               |           |                                                 |
| M. Vargas 75’ | Marcatori | 7’ (rig.) Bruno Peres 12’ Cornelius 61’ Djaniny |

| Arbitro: | Karaoğlan |

|                        |           |                        |
| Cornelius 3’ Toköz 62’ | Marcatori | 51’ Ndao 80’ H. Wright |

| Arbitro: | Bayarslan |

|                |           |             |
| M. Diouf 90+4’ | Marcatori | 48’ Djaniny |

| Arbitro: | Sağlam |

|                                       |           |                  |
| Öztürk 19’ (aut.) Nwakaeme 84’ (rig.) | Marcatori | 70’ M. Rodríguez |

| Arbitro: | Karaoğlan |

|                                   |           |              |
| Okaka 11’ Epureanu 31’ Gürler 42’ | Marcatori | 59’ Nwakaeme |

### Coppa di Turchia
| Arbitro: | Numanoğlu |

|           |           |  |
| Koita 48’ | Marcatori |  |

| Arbitro: | Ulusoy |

|            |           |                        |
| Akdarı 58’ | Marcatori | 8’ Türkmen 77’ Kouassi |

| Arbitro: | Numanoğlu |

|                       |           |  |
| Višća 12’ Özdemir 89’ | Marcatori |  |

| Arbitro: | Karaoğlan |

|               |           |  |
| Cornelius 87’ | Marcatori |  |

| Arbitro: | Karaoğlan |

|                                                   |           |                                  |
| Başsan 48’, 90+6’ Hosseini 59’ Thiam 90+1’ (rig.) | Marcatori | 3’ (rig.) Nwakaeme 82’ Bakasetas |

### UEFA Europa Conference League

#### Terzo turno preliminare
| Arbitro: | Harm Osmers |

|                                         |           |                                  |
| Nwakaeme 15’ Vitor Hugo 58’ Djaniny 74’ | Marcatori | 31’, 64’ Brynhildsen 85’ Hussain |

| Arbitro: | Fábio Veríssimo |

|                                         |                      |                                           |
| Sigurðarson 90+7’                       | Marcatori            | 57’ Edgar Ié                              |
| Andersen Grødem Sigurðarson Fofana Risa | Tiri di rigore 3 – 4 | Bakasetas Peres Özdemir Edgar Ié Trondsen |

#### Spareggi
| Arbitro: | Matej Jug |

|               |           |                               |
| Cornelius 64’ | Marcatori | 55’ Pellegrini 81’ Shomurodov |

| Arbitro: | Srđan Jovanović |

|                                           |           |  |
| Cristante 20’ Zaniolo 65’ El Shaarawy 84’ | Marcatori |  |

## Statistiche

### Statistiche di squadra
| Competizione      | Punti       | In casa | In casa | In casa | In casa | In casa | In casa | In trasferta | In trasferta | In trasferta | In trasferta | In trasferta | In trasferta | Totale | Totale | Totale | Totale | Totale | Totale | DR  |
| Competizione      | Punti       | G       | V       | N       | P       | Gf      | Gs      | G            | V            | N            | P            | Gf           | Gs           | G      | V      | N      | P      | Gf     | Gs     | DR  |
| ----------------- | ----------- | ------- | ------- | ------- | ------- | ------- | ------- | ------------ | ------------ | ------------ | ------------ | ------------ | ------------ | ------ | ------ | ------ | ------ | ------ | ------ | --- |
| Süper Lig         | 81 Campione | 19      | 12      | 7       | 0       | 35      | 17      | 19           | 11           | 5            | 3            | 34           | 19           | 38     | 23     | 12     | 3      | 69     | 36     | +33 |
| Coppa di Turchia  | -           | 3       | 3       | 0       | 0       | 4       | 0       | 2            | 1            | 0            | 1            | 4            | 5            | 5      | 4      | 0      | 1      | 8      | 5      | +3  |
| Conference League | -           | 2       | 0       | 1       | 1       | 4       | 5       | 2            | 2            | 0            | 1            | 1            | 4            | 4      | 0      | 2      | 2      | 5      | 9      | -4  |
| Totale            |             | 24      | 15      | 8       | 1       | 43      | 22      | 23           | 14           | 5            | 5            | 39           | 28           | 47     | 27     | 14     | 6      | 82     | 50     | +32 |

### Andamento in campionato
| Giornata  | 1 | 2 | 3 | 4 | 5 | 6 | 7 | 8 | 9 | 10 | 11 | 12 | 13 | 14 | 15 | 16 | 17 | 18 | 19 | 20 | 21 | 22 | 23 | 24 | 25 | 26 | 27 | 28 | 29 | 30 | 31 | 32 | 33 | 34 | 35 | 36 | 37 | 38 |
| --------- | - | - | - | - | - | - | - | - | - | -- | -- | -- | -- | -- | -- | -- | -- | -- | -- | -- | -- | -- | -- | -- | -- | -- | -- | -- | -- | -- | -- | -- | -- | -- | -- | -- | -- | -- |
| Luogo     | T | C | T | C | T | T | C | T | C | T  | C  | T  | C  | T  | C  | T  | C  | T  | C  | C  | T  | C  | T  | C  | C  | T  | C  | T  | C  | T  | C  | T  | C  | T  | C  | T  | C  | T  |
| Risultato | V | V | V | N | V | N | N | V | V | V  | V  | V  | V  | V  | V  | P  | V  | V  | N  | V  | N  | N  | V  | V  | V  | V  | V  | N  | V  | P  | N  | N  | N  | V  | N  | N  | V  | P  |
| Posizione | 1 | 2 | 1 | 2 | 2 | 2 | 2 | 2 | 1 | 1  | 1  | 1  | 1  | 1  | 1  | 1  | 1  | 1  | 1  | 1  | 1  | 1  | 1  | 1  | 1  | 1  | 1  | 1  | 1  | 1  | 1  | 1  | 1  | 1  | 1  | 1  | 1  | 1  |

Legenda:

Luogo: C = Casa; T = Trasferta. Risultato: V = Vittoria; N = Pareggio; P = Sconfitta.